# Jegliniszki (Litwa)
Jegliniszki, Jegleniszki (lit. Eglinė) – kolonia na Litwie, w okręgu wileńskim, w rejonie wileńskim, w gminie Niemenczyn.

## Historia
W dwudziestoleciu międzywojennym zaścianek leżący w Polsce, w województwie wileńskim, w powiecie wileńsko-trockim, w gminie Podbrzezie.
Po II wojnie światowej w granicach Związku Sowieckiego. Od 1991 na niepodległej Litwie.